# Orilka
Orilka (en ucraïnès Орілька, en rus Орелька) és una vila de la província de Khàrkiv, Ucraïna. El 2021 tenia 2.943 habitants.